# Перілья-де-Кастро
Перілья-де-Кастро (ісп. Perilla de Castro) — муніципалітет в Іспанії, у складі автономної спільноти Кастилія-і-Леон, у провінції Самора. Населення — 202 особи (2010).
Муніципалітет розташований на відстані близько 200 км на північний захід від Мадрида, 10 км на південь від Самори.
На території муніципалітету розташовані такі населені пункти: (дані про населення за 2010 рік)
- Ла-Енком'єнда: 9 осіб
- Перілья-де-Кастро: 193 особи

## Демографія
Динаміка населення (INE ):